# Tongaat Hulett
Tongaat Hulett est une entreprise agricole et agroalimentaire spécialisée dans les matières premières complémentaires que sont la canne à sucre et le maïs. Originaire de la côte nord du KwaZulu-Natal, plus précisément de la ville de Tongaat (aujourd'hui oThongathi), l'entreprise est née de la fusion entre la Tongaat Sugar Company, fondée par Edward Saunders, et Hulett's Sugar, fondée en 1892 par Liege Hulett. Son action est cotée à la Bourse de Johannesbourg. Ses principales activités sont le sucre, l'amidon et la gestion immobilière.
Au cours de la campagne 2014/15, 1,314 million de tonnes de sucre ont été produites.

## Opérations
la société a des opérations en Afrique du Sud, au Mozambique, à Eswatini et au Zimbabwe